# あなたに金持ちになってほしい
『あなたに金持ちになってほしい』（あなたにかねもちになってほしい、Why We Want You to Be Rich: Two Men, One Message）は、ドナルド・トランプとロバート・キヨサキが共著した個人ファイナンスに関するノンフィクション本である。原書は2006年にハードカバーで出版された。2人はラーニング・アネックスでの共通の仕事や、トランプがキヨサキの著作『金持ち父さん貧乏父さん』の成功に感銘を受けたことを通して互いを知るようになった。トランプとキヨサキは2011年にも共著作『黄金を生み出すミダスタッチ: 成功する起業家になるための5つの教え』を発表している。本書では中間層の圧迫、経済的グローバリゼーション、国債といったアメリカ合衆国の経済問題について論じられている。著者たちは読者に金融リテラシーを身につけ、起業家精神を深く掘り下げるように助言している。2人はミューチュアル・ファンドを批判し、富を築く方法として不動産投資を提唱している。
『あなたに金持ちになってほしい』は商業的に成功し、『ニューヨーク・タイムズ』のベストセラーリストでは出版初週に1位を獲得し、その後4週間ランクインし続けた。『パブリッシャーズ・ウィークリー』誌からトランプとキヨサキは「不思議な勝者の組み合わせ」と評された。『キプリンガーズ・パーソナル・ファイナンス』誌からは「印象に残らない本」と批判された。『ザ・インターセプト』はマルチレベル・マーケティングをネズミ講の一形態であると論じ、著者たちがこの方法を推奨していることを嘆いた。『サンアントニオ・エクスプレス・ニュース』はこの本で述べられている矛盾したアドバイスを批判した。

## 内容
『あなたに金持ちになってほしい』は序文で特定の推奨事項を記した技術マニュアルを意図したものではないと述べている。本書はベビーブーム世代の定年退職、軽質原油の価格高騰、雇用者の従業員への給与の減少、アメリカ国債の増加、アメリカドルのパワー低下といった複数の要因によってアメリカ合衆国の中間層が縮小していることを読者に警告している。著者たちは中間層の圧迫、経済のグローバル化、テロの脅威といった問題から、個人が連邦官僚機構に依存するべきではないと警告している。彼らは雇用機会は政府によって作られるものではなく、起業家精神によって作られるものだと主張している。
トランプとキヨサキは前述のような問題は将来のアメリカ合衆国の社会層が2階層のみになるという形で投資家にとってのチャンスをもたらすと助言している。著者たちはこのような制度はほとんどが富裕層に利益をもたらすと主張する。トランプは裕福な個人は戦略的優位性を発見することができると記しており、「金持ちはチャンスを見つけ、一方で貧乏人はうなだれて、何もなかったようにふるまうだろう」と述べている。
著者たちは倹約によって財産を守ろうとする人々を批判している。トランプは「だから多くの人々がケチに考え、ケチな買い物をする。あなたはケチなことで金持ちになれるが、金持ちでケチな人物になりたいか?」と述べた。トランプは経済的に苦境に立たされていてもファーストクラスに乗る友人を紹介し、「彼は精神的にそれが必要だった。（中略）彼がファーストクラスに乗りたがったのは、精神的に自分が最高だと思いたかったからだ。（中略）それが彼を良い精神状態にし、彼はとても、とても成功した男になった」と述べた。
『あなたに金持ちになってほしい』はトランプの不動産業の経歴とキヨサキの投資の経験から読者に個人ファイナンスのアドバイスが与えられている。本書には両著者の過去の著作やスピーチからの引用、図解グラフが掲載されている。2人はウォーレン・バフェットを投資家の成功例として挙げている。本書は個人を投資家、自営業者、事業主、従業員のカテゴリに分類する「キャッシュフロー・クワドラント」理論について読者を教育し、著者たちは各カテゴリの利点と欠点を説明している。キヨサキは自分たちの成功観に必要な異なる考え方を強調し、「ドナルドと私が一生懸命働くことについて考えるとき、私たち2人は個人的に一生懸命に働く一方で、私たちを金持ちにするために一生懸命に働く他の人々について多く考える」と述べた。
キヨサキは金融リテラシーを提唱し、トランプは自身の不動産キャリアからの歴史的事例を挙げている。キヨサキは現代ポートフォリオ理論に従ってミューチュアル・ファンドで投資する人々を批判し、代わりにマルチレベル・マーケティング会社への投資を勧めており、これに関しての記述が本書の一章を占めている。彼は銀行から融資を受けることで不動産投資を活用してより高い収益ができると主張している。トランプとキヨサキは本書の中でさらに多くの本や教育的プレゼンテーションを推薦している。本書では「他人の時間」（other people's time, OPT）と「他人の金」（other people's money, OPM）という言葉を読者に紹介することでビジネスマインドを説明している。キヨサキは「お金を貯めてミューチュアル・ファンドに投資するというファイナンシャル・アドバイスは貧しい人々や中間層の人々には良いアドバイスかもしれないが、金持ちになりたい人々にとっては良いアドバイスではない」と書いている。

## 執筆と出版
この本で共作する以前にドナルド・トランプは不動産開発ビジネスで地位を確立して『トランプ自伝 不動産王にビジネスを学ぶ』を執筆し、一方でロバート・キヨサキは『ニューヨーク・タイムズ』のベストセラーリストに載った『金持ち父さん貧乏父さん』を発表していた。トランプとキヨサキはラーニング・アネックスという会社での出会いを通じて親交を深めた。トランプはキヨサキと共作する動機について「ロバートは3000万部以上に及ぶ『金持ち父さん貧乏父さん』のようなとてつもない成功を収めた本を書き、一方で私は史上最も売れたビジネス本である『トランプ自伝 不動産王にビジネスを学ぶ』を書き、それ以降も私は多くの本を書いてすべてベストセラーになった。だから私たちはただ力を合わせたかっただけなんだ」と説明した。トランプとキヨサキはリッチ・プレス（Rich Press）という新会社を設立し、個人事業としてこの本を出版した。2人はこの本の出版で得た利益の一部を利他的な目的のために寄付すると述べた。最初の書籍事業の後にトランプとキヨサキは新たに『黄金を生み出すミダスタッチ: 成功する起業家になるための5つの教え』を共作して2011年に出版した。『あなたに金持ちになってほしい』には他に作家のメレディス・マカイヴァーとシャロン・レクターも参加している。
トランプはポーラ・ホワイトが司会を務めるテレビ番組に出演してこの本を宣伝した。ホワイトは視聴者に自身の宗教団体に25ドル寄付すればこの本を入手できると述べた。さらにトランプとキヨサキは2006年に『ラリー・キング・ライブ』に一緒に出演してこの本を宣伝した。トランプはこの本の宣伝の一環としてYouTubeのビデオで金融意識について語った。
この本の初版は2006年にリッチ・プレスよりハードカバーで出版された。この本に付随して共著者によるDVDも発売された。ジョン・ドセットとスキップ・サダスがナレーターを務めた5時間34分のオーディオブックは2006年にサイモン&シュスターより出版された。中国語版は2007年にShang Zhou Chu Ban Sheよりハードカバーで出版され、さらに翌2008年に再出版された。2007年には他にインドネシア語版、韓国語版、ロシア語版、スロベニア語版が出版された。2008年にはペーパーバック版が出版された。また同年にはヒンディー語版と日本語版が出版された。2009年にはスペイン語バードカバー版とタイ語版が出版された。同年にはフォノリブロ社からスペイン語版のオーディオブックが出版された。2011年にはサイモン&シュスターよりオーディオブック版の再出版が行われた。2012年にはマレー語版とベトナム語版が出版された。2013年にはプント・デ・レクトゥーラよりスペイン語ペーパーバック版が出版された。2014年にはプラタ・パブリッシングよりペーパーバック版が出版され、さらに翌2015年には同社より電子書籍版が発売された。

## 売り上げと評価
『あなたに金持ちになってほしい』は出版初週に『ニューヨーク・タイムズ』のベストセラーリストで1位を獲得した。その後3週間はトップ4圏内を維持した。初版は26万部を売り上げた。トランプは2016年の声明でこの年にこの本から得た収入は201ドルに満たなかったと発表した。この本は2017年のトランプのアメリカ合衆国大統領就任に先立ってイランで売り上げを伸ばした。
『パブリッシャーズ・ウィークリー』誌はこの本の書評で「内容や言葉遣いがキェルケゴール的では無いにしても、この不動産王と成り上がりの金融第一人者のコラボレーションはエンターテインメントと情報提供を両立させている」と記した。『パブリッシャーズ』はさらに「トランプとキヨサキは（中略）不思議な勝利者の組み合わせだ」と記し、「金の亡者たちは自分たちのビジネスを熟知している。ここで我々は億万長者を語っているが、実際、あなたはどうやって成功を論じることができるだろうか?」と締めくくっている。『キプリンガーズ・パーソナル・ファイナンス』誌は批判的であり、「印象に残らない本だ。『あなたに金持ちになってほしい』はキヨサキ、トランプ、そしてその手先たちによる金融アドバイス商品の薄っぺらいインフォマーシャルだ」と書かれた。同誌の書評では「彼らはポジティヴ・シンキングと実行可能性を売り物にしている。具体的な詳細には追加料金がかかる」と書かれた。
『ザ・インターセプト』はマルチレベル・マーケティング会社への投資を勧めるといったこの本の助言を批判し、これらは有害なネズミ講であると主張した。『ザ・インターセプト』はこの本での主張と2016年のトランプの大統領選挙運動中の公約を比較し、トランプの見解がこの本のものと矛盾していると批判した。『サンアントニオ・エクスプレス・ニュース』紙はこの本で述べられた矛盾したアドバイスに批判的であり、「トランプとキヨサキは自分たちは既に金持ちなのでこれ以上金を稼ぐ必要は無いと主張しておきながら、その一方でそれを書いているこの本で金を得ているのだ」と書かれた。同紙は読者の反応に驚愕し、「ファンたちはこのような矛盾に対し、著者たちの過去の経済的成功と新しい販売機会を利用した抜け目の無さの両方を賞賛した」と論じた。

## 関連文献
- Trump, Donald; Kiyosaki, Robert (2011), Midas Touch: Why Some Entrepreneurs Get Rich-And Why Most Don't, Plata Publishing, ISBN 978-1612680958